# Sancho I al Portugaliei
Sancho I, Rege al Portugaliei (pronunția AFI /'sɐʃu/; rareori tradus Sanctius I), supranumit Populatorul (portugheză o Povoador), al doilea rege al Portugaliei. (n. 11 noiembrie 1154, Coimbra, Portugalia – d. 26 martie 1211, Coimbra, Portugalia) A fost al doilea fiu legitim, dar singurul care a supraviețuit, al regelui Afonso I al Portugaliei și a soției sale, Maud de Savoia. Sancho a urmat la tron tatălui său în 1185. A folosit titlul de Rege de Algarve și/sau Rege de Silves, între 1189 și 1191. 
În 1170, Sancho a fost numit cavaler de tatăl său, regele Afonso I, și de atunci a devenit al doilea comandant din regat, atât în administrație, cât și în armată. Pe atunci, independența Portugaliei (declarată în 1139) nu era pe deplin consolidată. Regii Castiliei și Leonului încercau să reanexeze teritoriul, iar Biserica Romano-Catolică și-a oferit târziu binecuvântarea și aprobarea. Din cauza aceasta, Afonso I a fost nevoit să caute aliați în cadrul Peninsulei Iberice. Portugalia a semnat o alianță cu Regatul Aragonului, și împreună au luptat împotriva Castiliei și Leonului. Pentru a asigura această înțelegere, Infantele (Prințul moștenitor) Sancho al Portugaliei s-a căsătorit, în 1174, cu Infanta Dulce Berenguer, sora mai mică a regelui Alfonso al II-lea al Aragonului. Astfel, Aragon a devenit primul regat iberic care a recunoscut independența Portugaliei.
După moartea lui Afonso I în 1185, Sancho I a devenit rege al Portugaliei. Coimbra era centrul regatului; Sancho a încheiat războaiele dure și inutile cu vecinii săi pentru controlul teritoriilor de la frontierele Galiciei. În schimb, și-a îndreptat atenția către sud, unde micile regate maure (numite "taifa") încă prosperau. Cu ajutorul cruciaților, a cucerit Silves în 1191. Silves era un oraș important din sud, un centru administrativ și comercial, cu o populație estimată la aproximativ 20.000 de oameni. Sancho a ordonat fortificarea orașului, și a construit un castel care astăzi reprezintă un monument important al moștenirii portugheze. Cu toate acestea, conflictele armate s-au mutat din nou în nord, unde Castilia și León amenințau din nou frontierele portugheze. Silves a fost capturat din nou de mauri. 
Sancho I și-a dedicat o mare parte din domnie organizării politice și administrative a noului regat. A acumulat un tezaur național, a sprijinit noi industrii, și clasa medie a comercianților. Mai mult, a creat orașe și sate noi (precum Guarda în 1199), și s-a ocupat de repopularea părților nordice ale Regatului Portugaliei, în special cu flamanzi și burgunzi; de aici provine supranumele „Populatorul”. Regele era cunoscut de asemenea pentru pasiunea sa pentru literatură și cunoaștere în general. Sancho I a scris mai multe cărți de poezii, și s-a folosit de tezaurul național pentru a trimite studenți portughezi la universități europene.